# Спиридон Белокас
Спиридон Белокас (грч. Σπυρίδων Μπελόκας; 1877. Атина — ? ) био је грчки атлетичар, који је учествовао на првим Олимпијским играма 1896. у Атини и био је први дисквалификовани спортиста у историји Олимпијских игара.
Белокас је био један од 17 атлетичара који су 10. априла 1896. стартовали на маратонској трци. Кроз циљ је прошао као трећи иза Спиридона Луиса и Карилаоса Василакоса, али је касније утврђено да је један део трке прешао на колима. Белокас је био дисквалификован, а треће место је додељено мађарском маратонцу Ђули Келнеру.